# Simon Urban
Simon Urban (* 1975 in Hagen) ist ein deutscher Schriftsteller, Werbetexter und Journalist.

## Leben und Werk
Urban studierte Germanistik in Münster, am Deutschen Literaturinstitut Leipzig und machte eine Ausbildung an der Texterschmiede Hamburg. Er arbeitete bei den Werbeagenturen Scholz & Friends, Grabarz & Partner sowie Jung von Matt, seit 2013 ist er als freier Werbetexter tätig. Für seine Arbeit als Texter wurde Urban vielfach ausgezeichnet, unter anderem mit dem Grand Prix und Gold bei den Clio Awards für die „Literarische Werbepause“ von Doppelherz, bei der er Gedichte über Nahrungsergänzungsmittel las. Für die Agentur Jung von Matt schrieb er 2015 den Edeka-Clip #heimkommen, der weltweit für Aufsehen sorgte, mit mehr als 66 Millionen Klicks zu den erfolgreichsten deutschen Virals überhaupt gehört und bei den Cannes Lions ebenfalls den Grand Prix gewann. Außerdem schrieb er Werbespots mit Anke Engelke, Antoine Monot, Jr., Steffen Henssler und Sven Hannawald.
Als Freier Journalist arbeitete Simon Urban unter anderem für die Zeitschrift Neon und Zeit Online.
2011 erschien Urbans Debütroman Plan D, in dem die DDR nie untergegangen ist und der breite Aufmerksamkeit erregte. „Man liest die erste Seite von Simon Urbans Roman Plan D und weiß: das ist ein Text mit Muskeln“, so die Autorin Juli Zeh. Die Zeit kam zu dem Schluss, dass Plan D eine „Schubkraft literarischer Fantasie“ sowie einen „genialischen Einfallsreichtum“ besitze, der jeden Leser entzücken müsse. Jobst-Ulrich Brand schrieb auf Focus Online, Urban gelinge „die seltene Kombination eines durchaus spannenden, reichlich komischen Thrillers, der auch noch einigen politischen Erkenntnisgewinn über bundesrepublikanische Wirklichkeit zu bieten hat.“ In der Westdeutschen Allgemeinen Zeitung meinte Jens Dirksen, bei Plan D handele es sich „in seiner politischen und literarischen Intensität“ um „ein Debüt, das – bis hin zum emblematischen Buchumschlag – der Blechtrommel eines Günter Grass“ an die Seite zu stellen sei. Der Roman wurde bislang in 11 Sprachen übersetzt.
2014 erschien sein zweiter Roman Gondwana über eine religiöse Diktatur, in der alle Regeln aller Religionen für die gesamte Menschheit gelten. Der Roman erzählt die Geschichte streckenweise nicht in Prosa, sondern mit Comic-Panels, die von Ralph Niese gestaltet wurden. „Und wenn schon ideologisch auf- und abgeräumt wird, dass es eine Freude ist, dann überschreitet Simon Urban auch gleich die Grenzen der Sprache“, resümierte Jörg Magenau im Deutschlandfunk Kultur. Stephanie Bremerich kam zu dem Ergebnis: „Auf fröhlich-dreiste Weise jongliert Simon Urban in seinem neuen Roman mit Genre-Klischees und rechnet mit männlichen Allmachtsfantasien und religiösem Fanatismus ab.“
Im Auftrag des SWR schrieb Simon Urban die Erzählung Nachspiel, die 2019 in der Anthologie 2029 – Geschichten von morgen erschien und von SWR und NDR unter dem Titel Exit verfilmt wurde. Der Film wurde im Oktober 2020 in der ARD erstausgestrahlt.
Simon Urban lebt in Hamburg und in Techau in Ostholstein.

## Auszeichnungen
- 2003 Am-Erker-Preis für Kurzgeschichten
- 2005 Literaturpreis Ruhr (Förderpreis)
- 2006 Limburg-Preis der Stadt Bad Dürkheim
- 2009 Clio Awards Grand Prix und Gold für die erste literarische Live-Werbepause
- 2012 Stuttgarter Krimipreis für Plan D

## Veröffentlichungen
- Am Lebensabend. (Erzählung), Frieling, Berlin 2000, ISBN 3-828-01212-4
- Plan D. (Roman), Schöffling & Co., Frankfurt am Main 2011, ISBN 978-3-895-61195-7
- Gondwana. (Roman, mit Comics von Ralph Niese), Schöffling & Co., Frankfurt am Main 2014, ISBN 978-3-895-61196-4
- Nachspiel (Erzählung), in: Stefan Brandt, Christian Granderath, Manfred Hattendorf (Hrsg.): 2029 – Geschichten von morgen, S. 475 ff., Suhrkamp Verlag 2019, ISBN 978-3-518-47029-9
- Wie alles begann und wer dabei umkam. (Roman), Kiepenheuer & Witsch, Köln 2021, ISBN 978-3-462-05500-9
- Zwischen Welten (Roman, gemeinsam mit Juli Zeh), Luchterhand Literaturverlag, München 2023, ISBN 978-3-630-87741-9